# Dígale
"Dígale" là đĩa đơn đầu tiên trong album thứ hai Renaciendo của AK-7. Bài hát ban đầu được trình bày bởi David Bisbal trong album Corazón Latino của anh ấy.